# BBC威尔士
BBC威爾士（英語：BBC Wales）是英國廣播公司的威爾士分公司，三大国家级直播中心之一。位於卡迪夫蘭達夫的廣播屋，直接雇傭超過1200人，製作威尔士語和英語的眾多電視、廣播和在線服務。
部分由於它也為威爾斯語BBC廣播和威尔士語電視台S4C製作節目，BBC威尔士是BBC倫敦以外最大的製作中心。

## 歷史

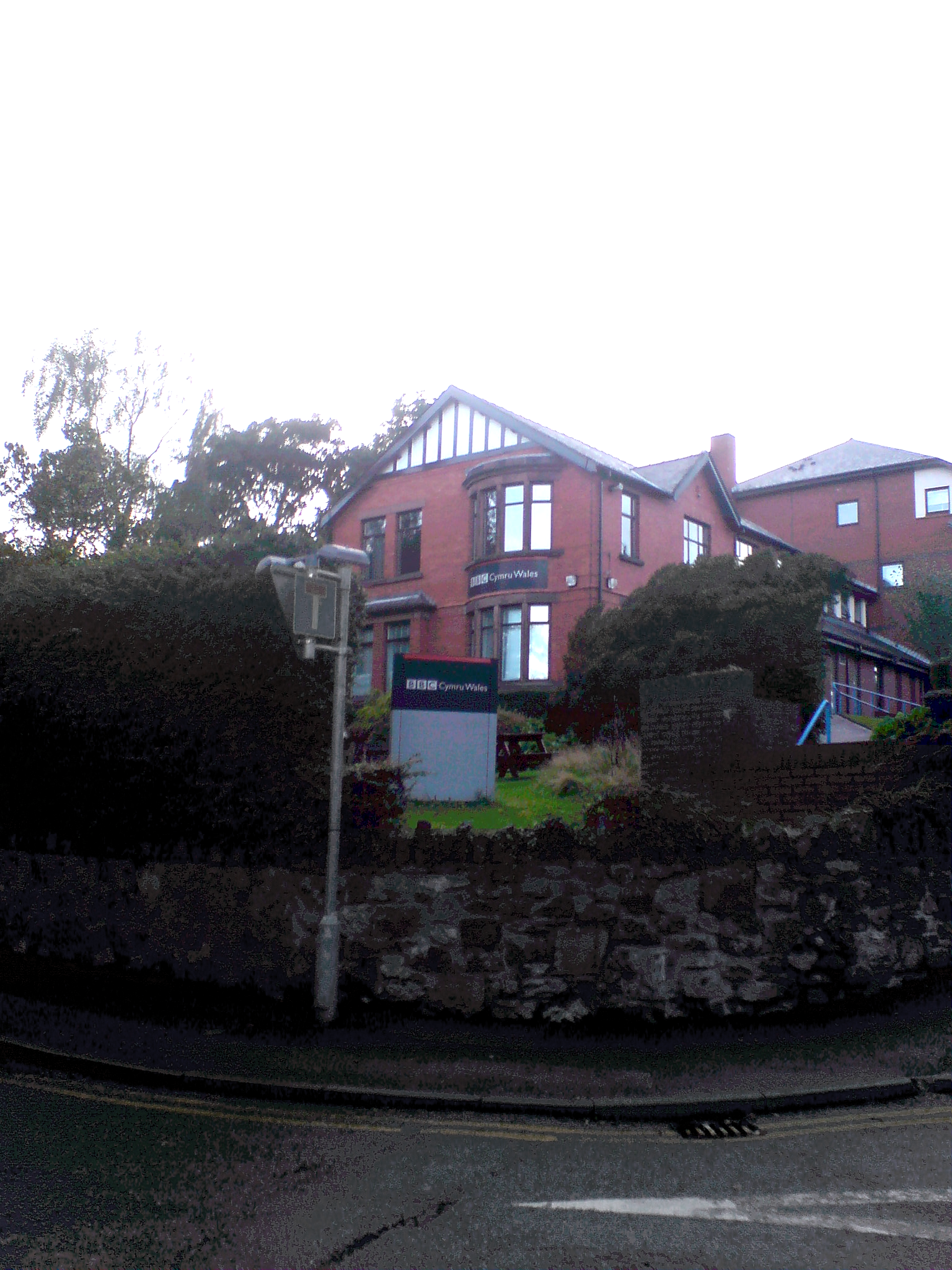
格温内斯BBC威爾士

BBC威爾斯電視台（現在的BBC One Wales）宣布首播於1964年2月9日（電視宣傳為 1964年威爾斯有了自己的電視服務！）其實，BBC早在1950年代就在威爾斯製作電視節目了。

## 製作
BBC威爾斯也為BBC的英國電視網提供節目。近年來，它的戲劇尤其成功，包括2005年的經典科幻劇《異世奇人》的復活，以及它的衍生劇《超疑特工》和《珍姐科幻大冒險》，以及新世紀福爾摩斯。此外，BBC威爾斯雇傭獨立製作者為BBC電視網製作節目，如《迴轉幹探》 (2006–07)。BBC威爾斯交響樂團曾位於卡迪夫廣播屋，但在2009年1月搬到了威爾斯千年中心的BBC Hoddinott Hall，它在威爾斯和全球常規演出。

## 節目製作

### BBC威爾斯內部製作
為威爾斯：
- Wales Today (1962–現在)
- Week In Week Out (1964–現在)
- Pobol y Cwm (1974–現在)
- Newyddion (1982–現在)
- Satellite City (1996–1999)
- Belonging (1999–2009)
- The Bench (2001–2002)
- First Degree (2002)
- High Hopes (2002–2009)
- Hospital 24/7 (2009-現在)

為英國：
- Grand Slam (1978)
- The Life and Times of David Lloyd George (1981)
- Ennal's Point (1982)
- The District Nurse (1984–1987)
- Border Cafe
- He Knew He Was Right (2004)
- 《異世奇人》 (2005–現在)
- 《異世奇人幕後》 (2005–2011)
- The Chatterley Affair (2006)
- 《超疑特工》 (2006–現在)
- 《超疑特工揭秘》 (2006–2009)
- Tribe (2007)
- 《珍姐科幻大冒險》 (2007–2011)
- Top Dogs (2009)
- Upstairs, Downstairs (2010-現在)

2009年3月宣布，BBC將把《急诊室》和Crimewatch的拍攝搬到位於卡迪夫的工作室。

### BBC威爾斯委託獨立製作者製作
為威爾斯：
- Coal House (2007–2008)
- The Wright Taste (2008)
- Crash (2009–現在)

為英國：
- Shakespeare: The Animated Tales (1992, 1994)
- Casanova (2005)
- The Girl in the Café (2005)
- 《迴轉幹探》 (2006–2007)
- Wide Sargasso Sea (2006)
- This Life + 10 (2007)
- Ashes to Ashes (2008–2010, spinoff of Life on Mars)
- 《梅林傳奇》 (2008–現在)
- 《魔性人心》 (2009–現在)
- Rhod Gilbert's Work Experience (2009-現在)
- 《神探夏洛克》 (2010 - 現在)

## 外部連結
| - 在BBC Online了解BBC Cymru - BBC Cymru的X（前Twitter） | - 在BBC Online了解BBC Wales - BBC Wales的X（前Twitter） |

- 60 Years of Broadcasting（页面存档备份，存于） BBC programme page with a clip featuring the history of BBC Wales.